# Christoffer Törngren
Karl Christoffer Törngren, född 16 maj 1994 i Vimmerby, är en svensk professionell ishockeyspelare som spelar för Vimmerby HC i Hockeyettan.

## Klubbar
- Vimmerby HC (2009–2010)
- Tingsryds AIF (2010–2013)
- HV71 (2013–2017)
- Färjestad BK (2017–2018)
- HV71 (2018–2022)
- Vålerenga (2022)
- Västerviks IK (2022–2023)
- Vimmerby HC (2023–)